# Piotr Golański
Piotr Golański (ur. 24 października 1979 w Łodzi) – polski piłkarz, futsalista, piłkarz plażowy, były reprezentant w piłce nożnej plażowej, trener. Zawodnik trawiastego Sokoła Aleksandrów Łódzki i plażowego SAN AZS Łódź. Siedmiokrotny Mistrz Polski, uczestnik Euro Winners Cup w sezonach 2013 oraz 2014.

## Osiągnięcia

### Drużynowe

#### Mistrzostwa Polski
- Mistrzostwo (7×): 2008, 2009, 2011, 2012, 2013, 2015, 2016
- Drugie miejsce: 2017
- Trzecie miejsce: 2014

#### Puchar Polski
- Zdobywca: 2008, 2009, 2010, 2011, 2012
- Finalista: 2016, 2017

#### Superpuchar Polski
- Zdobywca: 2011, 2015

#### Euro Winners Cup
- 6. miejsce – 2013
- 1/8 finału – 2014